# Ківа Ія Янівна
Ія Ківа (нар. 4 травня 1984, м. Донецьк, Україна) — українська поетка, перекладачка, журналістка. Авторка книжок «Подальше от рая», «Перша сторінка зими», «Сміх згаслої ватри», «Ми прокинемось іншими: розмови з сучасними білоруськими письменниками про минуле, теперішнє і майбутнє Білорусі». Членкиня Українського ПЕН.

## Життєпис
Народилася 4 травня 1984 року у місті Донецьку. Закінчила філологічний факультет Донецького національного університета ім. Василя Стуса за фахом «Російська мова та література», «Культурологія». Також студіювала графічний дизайн. Через російсько-українську війну влітку 2014 року переїхала до Києва.
Вірші, переклади та рецензії друкувалися у вітчизняній та закордонній періодиці, в антологіях Ukraińska nadzieja, «Антологія молодої української поезії III тисячоліття» та ін. Авторка поетичних збірок «Подальше от рая» (2018) та «Перша сторінка зими» (2019). Вірші перекладалися англійською, польською, литовською, французькою, українською, чеською, румунською, словенською, тамільською, гінді, російською, білоруською, болгарською, іспанською, фінською, латиською, шведською, норвезькою, бенгальською, грецькою, португальською, угорською, данською, казахською, китайською, словацькою, їдишем, німецькою, італійською, грузинською, хорватською, нідерландською, словенською, арабською та мовою малаям. Окремими книжками переклади Ії Ківи виходили в Болгарії, Польщі, Італії та Швеції.
Перекладачка роману Марії Галіної «Автохтони» українською (2016), співперекладачка поетичної збірки Лесика Панасюка «Крики рук» російською (2018). Перекладає білоруську і польську поезію та есеїстику . Як перекладачка та редакторка дитячих книжок співпрацює з програмою «Піжамна бібліотечка» (PJ Library) в Україні.
Лауреатка низки міжнародних і українських фестивалів та конкурсів, зокрема міжнародного фестивалю поезії «Емігрантська ліра» (2016) та міжнародного поетичного конкурсу «Гайвороння» (2019). Лауреатка премії ім. Юрія Каплана (2013), літературного конкурсу видавництва «Смолоскип» (2018, IV премія), перекладацької премії Metaphora (2018) та ін. Переможниця II поетичного турніру і премії Нестора Літописця (2019), переможниця конкурсу та лауреатка перекладацької премії Metaphora (2020). Шорт-лістерка премії Women in Arts. The Resistance 2024, заснованої у 2019 році Українським інститутом та UN Women Ukraine / ООН Жінки в Україні в Україні в рамках руху солідарності за ґендерну рівність HeForShe, в галузі літератури.  У лютому 2025 року отримала премію молдовського видання Revista Timpul din România Moldova за «поетичний спротив війні та сміливість говорити про неї». 
Книжка «Подальше от рая» увійшла до списку найкращих книжок 2018 року за версією PEN Ukraine. Поетична збірка «Перша сторінка зими» отримала спецвідзнаку журі премії «ЛітАкцент — 2019» і увійшла до списку найкращих книжок 2019 року за версією PEN Ukraine. Книжка «Ми прокинемось іншими» увійшла до списку важливих нон-фікшен книжок за версією The Village Ukraine і списку найкращих книжок 2021 року за версією Українського ПЕН.. Поетична збірка "Сміх згаслої ватри" увійшла до списку найкращих книжок 2024 року за версією Українського ПЕН , а також довгого списку найкращих книжок 2024 року за версію Всеукраїнського рейтингу "Книжка року" ("Поезія та афористика" в категорії "Красне письменство") . 
Учасниця поетичних заходів, літературних фестивалів в Україні, Білорусі, Польщі, Бельгії, Фінляндії, США, Німеччині, Естонії, Латвії, Греції, Італії, Грузії, Австрії, Швейцарії, Болгарії, Угорщині, Хорватії, Данії, Румунії, Молдові, Литві, Сербії та Швеції.
Українська композиторка Алла Загайкевич написала на вірші Іі Ківи твір Signs of presence («Знаки присутності») (прем'єра — 06.02.2022 на фестивалі ECLAT Festival / Musik der Jahrhunderte у Штуттгарті (Німеччина), виконавиця — Вікторія Вітренко); українська прем'єра — на фестивалі Contrasts International Festival of Contemporary Music у Львові (2022). У квітні 2025 року вийшов альбом "Limbo" cпівачки та перформерки Вікторії Вітренко, де з-поміж інших, є твір Signs of presence Алли Загайкевич на вірші Ії Ківи.
У травні 2022 року в Національному театрі імені Міхая Емінеску в Молдові відбулася прем'єра театральної постановки на вірші українських, молдовських та румунських поетів REQUIEM PENTRU BUCEA / «Реквієм за Бучею». У виставі були використані румунські переклади віршів Лесика Панасюка, Бориса Гуменюка, Ії Ківи, Григорія Семенчука та Анастасії Афанасьєвої.
Цитати з віршів Сергія Жадана, Наталки Білоцерківець, Юлії Мусаковської, Ії Ківи, Василя Махна та Юрія Завадького стали частиною проєкту Stuck in Between (2022) нідерландської графічної дизайнерки Juliët Nijland, яка зробила книгу-ліс про відчуття людей під час війни.
У листопаді 2022 року в Берліні на Zebra poetry film festival була презентована відеопоетична анімація Symptoms Михайла Суховецького на вірш Ії Ківи «есть ли у нас в кране горячая война…».
У грудні 2022 року вірш «есть ли у нас в кране горячая война…» (англ. — is there hot war in the tap) в англійському перекладі Кетрін Е. Янг був номінований на премію The Pushcart Prize. Поетична збірка Wędrowny ptak wojny (2024, Katalog Press) в перекладі Анети Камінської потрапила до довгого списку польської премії Ossolineum за переклад поезії (2025).
У листопаді 2023 року українська композиторка Алла Загайкевич презентувала в Німеччині на вірші Ії Ківи твір "Psalms of falling". Київська прем'єра "Псалмів падіння" відбулася 5 грудня.
Стипендіатка програми Міністра Культури Польщі Gaude Polonia (2021), програми підтримки письменників від Дартмутського коледжу (2022), програми Documenting Ukraine (Австрія, 2022), учасниця літературних резиденцій в Україні, Німеччині, Австрії, Польщі, Угорщині, Італії, зокрема резиденції «Гніздо» (The Nest Residency) в селі Витачів Київської області (лютий 2022), Stiftung Genshagen (Німеччина, 2022), Bazhan residency від фестивалю TRANSLATORIUM (Кам'янець-Подільський, липень 2023), International Writing Program (CША, Айова, 2023) та ін.
Як перекладачка брала участь в міжнародних перекладацьких семнінарах Cities of translators digital — проект програми Німецького перекладацького фонду TOLEDO за підтримки Міністерства закордонних справ ФРН (онлайн, 2020) та Tłumacze bez granic (укр. «Перекладачі без кордонів»; 2021, Войновиці, Польща).

## Громадська позиція
У червні 2018 року підтримала відкритий лист діячів культури, політиків і правозахисників із закликом до світових лідерів виступити на захист ув'язненого у Росії українського режисера Олега Сенцова й інших політв'язнів.

## Творчість і публікації
Авторка поетичних збірок «Подальше от рая» (2018, білінгвальна), «Перша сторінка зими» (2019), «Сміх згаслої ватри» (2023).
З білоруської мови українською перекладала поезії Юлі Цімафєєвої, Крисціни Бандуриної, Тацяни Сапач, Артура Комаровського, Ольги Злотникової та ін.
З польської мови українською перекладала поезії Віслави Шимборської, Марціна Свєтліцького, Катажини Сльончки, Пауліни Підзік, Кристини Мілобендзької, Юстини Куліковської, Еви Ліпської, Ілони Вітковської та ін.
З російської мови перекладала українською вірші Дмитра Строцева, Веніаміна Блаженного, Ганни Отчик, а також есей Альгерда Бахаревіча «Останнє слово дитинства. Фашизм як спогад».
Як журналістка співпрацювала з виданнями Cultprostir, Artmisto, «Лівий берег», блогом Yakaboo, «ШО», сайтом Pen Ukraine, газетою «День», виданнями Kyiv Daily, «Читомо», Craft magazine та ін.

### Поезія
- Подальше от рая. — Киев: Каяла, 2018. — 86 с. (російською та українською)
- Перша сторінка зими. — Київ: Дух і Літера, 2019. — 72 с.[34]
- Свидетел на безименност — Бургас: Знаци. 2022. — 116 с. (болгарською, переклад Дениса Олегова)[35][36]
- Чорні ружі часу / Czarne róże czasu / Przełożyła na polski Aneta Kamińska — Seiny: Pogranicze, 2022. — 60 с. (білінгвальна книжка з перекладами польською Анети Камінської; серія «Перед лицем війни»)
- Сміх згаслої ватри. — Київ: Дух і Літера, 2023. — 120 с. [37]
- Ія Ківа. Осиротілі дерева / Ija Kiwa. Osierocone drzewa / Iya Kiva. The Orphaned Trees. — Krakow, Krakowskie Biuro Festywalowe; Versopolis, 2024. — 54 p. (na polski przełożyła Aneta Kaminska; translators into English – Philip Nikolayev and Yevgeniya Kanyshcheva) [38]
- Iya Kiva. La guerra è sempre seduta su tutte le sedie / Traduzione e note critiche di Yuliia Chernyshova e Pina Piccolo. — Milano, La Vita Felice, 2024. — 136 p. [39] (білінгвальне видання)
- Ija Kiva. Tidens nya alfabet / I översättning av Mikael Nydahl & Diana Dobrodij. — Lund, Ariel & Ellerströms, 2024. — 56 s. [40]
- Ija Kiwa. Wędrowny ptak wojny / Z języka ukraińskiego przełożyła Aneta Kamińska. — Kijów-Warszawa-Rybnik-Edynburg-Kraków, Katalog Press, 2024. — 90 s. [41]
- Ija Kiva. 9 dikter. / Översättning till svenska av Mikael Nydahl & Diana Dobrodij; Översättning till engelska Kathering E. Young, Amelia Glaser, Yulia Ilchuk, Yevgeniya Kanyshcheva och Philip Nikolayev. – Umea, Text & Kultur, 2025. — 32 pp.; in Sweden, Ukrainian and English)

### Журналістика
- Ми прокинемось іншими: розмови з сучасними білоруськими письменниками про минуле, теперішнє і майбутнє Білорусі. — Чернівці: Книги — XXI, 2021. — 240 с.

### Антології
українські
- Порода. Антологія українських письменників Донбасу / Упор. В. Білявський, М. Григоров. — К.: Легенда, 2017. — 384 с.
- Антологія молодої української поезії III тисячоліття / Упор. М. Лаюк. — Київ: А-ба-ба-га-ла-ма-га, 2018.[42]
- Поетичне метро / Упор. Ю. Бережко-Камінська. — К.: Саміт-книга, 2020.[43]
- Антологія молодої українскої поезії «РИМОВА. ДО 30+». — К., 2021.
- Читання молодого міста. — Львів, 2021.
- Війна 2022: щоденники, есеї, поезія / Упор. В. Рафєєнко. — Львів: Видавництво Старого Лева, 2022. — 440 с.
- Поміж сирен. Нові вірші війни / Упор. О. Сливинський. — Харків: видавництво Vivat, 2023. — 496 с.
- In principio erat Verbum. Україна: Поезія часу війни. /Упор. В. Тимчук. — Львів: Астролябія, 2024. — 400 с.
- КНИГА LOVE 4.0. Жінка, що кохає. /Упор. О. Павлова. — Київ: Книголав, 2025. — 256 с.
- Другий вінок. Альманах феміністичної поезії. /Упор. О. Павлова, О. Новак. — Київ: Смолоскип, 2025. — 216 с.

перекладні
- Ukraińska Nadzieja. Antologia poezji. — Warszawa — Szczecin: Fundacja NASZ WYBÓR i Wydawnictwo FORMA, 2017. — 200 str. (пол.)
- Invasion: Ukrainian Poems about the War / Edited by Tony Kitt; Translated from Ukrainian by Anatoly Kudryavitsky. — Dublin, Ireland: Survision Books. — 2022. (в перекладах англійською) (англ.)
- Under Ukrainas öppna himmel. Röster ur ett krig: En litterär antologi / Red. Mikael Nydahl, Kholod Saghir. — Linderöd: Ariel förlag; Svenska PEN, 2022. — 288 sidor (в перекладах шведською)
- Sunflowers: Ukrainian Poems on War, Resistance, Hope and Peace / Edited by Kalpna Singh-Chitnis. — USA: River Paw Press. — 2022. (в перекладах англійською) (англ.)
- Poeti d'Ucraina / A cura di Alessandro Achilli e Yaryna Grusha Possamai. — Milano, Italia: Mondadori, 2022. — 264 pagine. (в перекладах італійською)
- Säe den Weizen, Ukraine: Lyrik zum Krieg aus der Ukraine und Georgien. — Berlin, Germany: KLAG Publishing house. — 2022. («Сій пшеницю, Україно: українська та грузинська поезія про війну» в перекладах німецькою мовою)
- Voices of Freedom: Contemporary Writing From Ukraine. — Winston-Salem, USA: 8th & Atlas Publishing, 2022. (в перекладах англійською) (англ.)
- ATMINTIS UGNIS DEGUONIS. Iš mūsų laiko Ukrainos poezijos / Vertė Antanas A. Jonynas. — Vilnius, leidykla «Odilė», 2022. — 224 p. («Пам'ять вогонь кисень. Українська поезія нашого часу» в перекладах литовською Антанаса Йонінаса)
- Ukrajina 2022: pjesnički ljetopis rata / Pripremila i prevela Alla Tatarenko («Україна 2022: поетичний літопис війни», 50 віршів 25 українських поетів і поеток у перекладах Алли Татаренко)
- PEN România la centenar. Fotografie de război / Edited by Radu Vancu. — Сasa de pariuri literare, 2022. — 220 p. (в перекладах румунською)
- In the Hour of War: Poems from Ukraine / Edited by Carolyn Forché and Ilya Kaminsky. — Arrowsmith Press, 2023. — 114 p. (в перекладах англійською) (англ.)
- RĂZBOIUL MI-A LUAT TOT. Scriitori ucraineni față în față cu războiul / Antologator: Dumitru Crudu. — Chişinău, Editura Prut International, 2023. — 114 p. (в перекладах румунською) [44]
- Wojna 2022: eseje, wiersze, dzienniki / Antologia. — Warszawa, Centrum Mieroszewskiego, Nowa Polszcza, 2023. — 424 p. (в перекладах польською Анети Камінської)
- DEN KRIEG ÜBERSETZEN: Gedichte aus der Ukraine / Hrsg.: Claudia Dathe, Tanja Rodinova, Asmus Trautsch. —  Berlin, edition.fotoTAPETA, 2024. [45] (в перекладах німецькою Клаудії Дате, Ульріке Альмут Зандіґ і Беатрікс Керстен).
- Hét nyelven beszélünk | We Speak the Same Language: Gérard Cartier, Guy Helminger, Ija Kiva, Jaan Malin, Yvonne Reddick, Antonio Rivero Taravillo. —  Budapest, Labirintus, 2024. —   160 oldal [46] (Translators: L'Atelier, Imreh András, Lengyel Tóth Krisztina, Lázár Júlia, Schein Gábor, Vonnák Diána) (угорською в перекладах Діани Воннак)
- Poesía actual de Ucrania. / Traductores: Alina Vrabiy, Khrystyna Rachiy, Antonio Sánchez Carnicero, María Vera Avellaneda. — La Tortuga Búlgara, 2024. — 248 p. (bilingual - in Spanish and Ukrainian) [47]
- Kas rabelen välja sellest tusast? /Tõlkija ja koostaja Anna Verschik. — Tallinn: Emakeele Sihtasutus, 2025. — 256 p. (bilingual - in Estonian and Ukrainian) [48] ("Чи виберуся з цієї журби?" — антологія української поезії в перекладах естонською Анни Вершик)
- Este Mundo É um Vertep — Antologia de Poesia Ucraniana. / Tradução:  Ana Martins. — Projecto editorial independente Não, 2025. — 368 p.  [49]("А світ вертеп" — Антологія української поезії в перекладах португальською Ани Мартінс).
- Ny ukrainsk lyrik. / På dansk ved Thorvald Berthelsen og Lars Forchhammer; Redigeret af Thorvald Berthelsen. — Det Poetiske Bureaus Forlag, 2025. — 468 p. ("Нова українська поезія", антологія української поезії в перекладах датською Торвальда Бертельсена і Ларса Форхгаммера).
- Ανθολογία Ουκρανικής Ποίησης. / Μετάφραση: Πάτσης, Μιχάλης. — Κουκκίδα, Αθήνα, 2025. — 120 p. (Антологія української поезії в перекладах грецькою Міхаліса Паціса).

### Переклади
дитячі книжки
- Еріка Лайонс. Джень Ю і змія. — К.: ДУХ І ЛІТЕРА, 2025. — 24 с., з іл.
- Мішель Едвардс. Шапочка для пані Ґолдман. / Пер. з англійської Ії Ківи. — К.: ДУХ І ЛІТЕРА, 2025. — 40 с., з іл.
- Час надії: сімейний путівник «Піжамної бібліотечки» від Хануки до Пуріму. / Переклад з англійської Ії Ківи і Юлії Шекет. — К.: ДУХ І ЛІТЕРА, 2024. — 84 с., з іл.
- Таммар Стайн. Велетень, праща і майбутній цар / Переклад з англійської Ії Ківи. — К.: ДУХ І ЛІТЕРА, 2024. — 48 с., з іл.
- Елісса Брент Вайсман. Ханука догори дриґом / Переклад з англійської Ії Ківи. — К.: ДУХ І ЛІТЕРА, 2024. — 40 с., з іл. (PJ Library)
- Лінда Ґлейзер. Забагато латкес. Ханука в Холмі / Переклад з англійської Ії Ківи. — К.: ДУХ І ЛІТЕРА, 2023. — 32 с., з іл. (PJ Library)
- Варда Лівні. Рош га-Шана з дядьком Максом / Переклад з англійської Ії Ківи. — К.: ДУХ І ЛІТЕРА, 2023. — 32 с., з іл. (PJ Library)
- У кожному поколінні: сімейна Гаґада «Піжамної бібліотечки» / Переклад з англійської Ії Ківи та Є. Канищевої. — PJ Library, 2023. — 84 с.[50]
- Памела Моріц. Велика пасхальна втеча / Переклад з англійської Ії Ківи. — К.: ДУХ І ЛІТЕРА, 2023. — 32 с., з іл. (PJ Library)
- Тувія Дікман Оро. А що як… ну, можливо ж?.. / Переклад з англійської Ії Ківи. — К.: ДУХ І ЛІТЕРА, 2022. — 28 с., з іл. (PJ Library)
- Кріс Нейлор-Баллестерос. Валізка / Переклад з англійської Ії Ківи. — К.: ДУХ І ЛІТЕРА, 2022. — 32 с., з іл. (PJ Library)
- Елізабет Санебі та Лорел Моук. Для цуцика немає місця / Переклад з англійської Ії Ківи. — PJ Library, 2022. — 32 с.
- Рита Ґолден Ґельман. Як цариця Естер врятувала свій народ / Переклад з англійської Ії Ківи. — PJ Library, 2021. — 32 с.
- Яель Молчадські. Крамар і пекар / Переклад з англійської Ії Ківи. — PJ Library, 2021. — 32 с.
- Памела Меєр. Не чхай на весіллі / Переклад з англійської Ії Ківи. — PJ Library, 2020. — 32 с.
- Ерік А. Кіммел. Ґершон і його чудовисько / Переклад з англійської Ії Ківи. — PJ Library, 2020. — 32 с.
- Глорія Костер. Руті — Червоний Капелюшок / Переклад з англійської Ії Ківи. — PJ Library, 2019. — 32 с.

поезія
- Вениамин Блаженный в переводах. — Минск: Новые Мехи, 2021. (переклади українською)
- Веніамін Блаженний. Світло мандрів і розлуки. — Київ: Дух і літера, 2021. — 160 с. (співперекладачка, разом із Юлією Шекет і Наталією Бельченко)
- Дмитрий Строцев. Беларусь опрокинута / Беларусь перакуленая. — Минск: Новые Мехи, 2021. (переклади українською)
- Лесик Панасюк. Крики рук. Стихотворения / Пер. с украинского Дмитрия Кузьмина, Станислава Бельского, Ии Кивы, Владимира Коркунова, Екатерины Деришевой. — Харьков: kntxt, 2018. — 60 с.(рос.)

проза
- Марія Галіна. Автохтони / Переклад з російської Ії Ківи. — Харків: Фоліо, 2016. — 352 с.

### Есеїстика
- Це війна – українські письменники та письменниці про те, як пережити катастрофу. — К.: Дух і Літера, 2024. — 208 с.
- Що дасть нам силу? Есеї українських інтелектуалів на фокус-тему Українського ПЕН 2019/2020. — К.: Дух і Літера, 2021. — 208 с.
- Ія Ківа. Подалі від миру, ближче до перемоги // Онлайн-антологія «Воєнний стан» (Meridian Czernowitz, 2022).
- Ія Ківа. Оборона людяності. // Часопис "Критика", листопад 2023. (English version: Iya Kiva. Defense of Humanity)
- Iya Kiva. Future Perfect // The dreaming machine, № 13.
- Ія Ківа. Божа неділя // Pen Ukraine, 4 березня 2024.
- Ія Ківа. Мертві квіти забуття. // Посестри, № 77, 21.09.2023.
- Ія Ківа. Подвійна експозиція. // Посестри, № 111, 16.05.2024.
- Іяк Ківа. Про поезію як оборону людяності //Читомо, 23.08.2024.

## Інтерв'ю
- Сила маленьких кроків і безсилля як джерело сили [Архівовано 25 лютого 2021 у Wayback Machine.] // Газета «День», 05 січня 2021
- А ПОТІМ ТИ ВИРОСТАЄШ ЗІ ЗВИЧКОЮ ВСЕ ПОЯСНЮВАТИ, ОБДУМУВАТИ, ШУКАТИ НЕОЧЕВИДНІ ЗВ'ЯЗКИ — ІЯ КІВА [Архівовано 6 лютого 2021 у Wayback Machine.] // Р. І. Д., 09.05.2020
- #PEN_TEN: Інтерв'ю з Ією Ківою [Архівовано 30 жовтня 2021 у Wayback Machine.] // Pen Ukraine, 08.04.2020
- Метафора доби великих змін: Поетка, перекладачка Ія КІВА — про першу збірку віршів українською [Архівовано 5 лютого 2021 у Wayback Machine.] // Газета «День», 09.01.2020
- Поетеса Ія Ківа: Ані Путін, ані Росія не мають копірайту на російську мову [Архівовано 24 лютого 2022 у Wayback Machine.] // Главком, 03.10.2018
- У наш час поезія ''зшиває'' все як хірург, — Ія Ківа [Архівовано 2 лютого 2021 у Wayback Machine.] // UKRLIFE.TV, 31.10.2019
- «На те, що поезія робить зараз, ширший попит буде пізніше», — поетеса Ія КІВА [Архівовано 7 вересня 2018 у Wayback Machine.] // Газета «День», 07.09.2018
- Ія Ківа: «Ні у формі війни, ні у формі мирного протесту вихід з теплих імперських „братських“ обіймів не буде легким» [Архівовано 27 серпня 2021 у Wayback Machine.] // Лівий берег, 22.08.2021
- Как и где мне жить не будут решать переодетые военные из соседнего государства [Архівовано 19 лютого 2022 у Wayback Machine.] // МЖМ, 2021
- «Повернути собі голос» (про книжку «Ми прокинемось іншими: розмови з сучасними білоруськими письменниками про минуле, теперішнє і майбутнє Білорусі») [Архівовано 19 лютого 2022 у Wayback Machine.] // газета «День», 03.02.2022
- «Беларуская мова — як украінская, да якой дадалі магутную бас-калонку» [Архівовано 19 лютого 2022 у Wayback Machine.] // Сойка, лютий 2022
- Ія Ківа: Там, де всередині мене була російська мова, я відчуваю мертвого звіра // Українська правда, липень 2022.
- Ія Ківа: Велика поезія не замінить зброї, однак якщо її прибрати, то відразу немає чим дихати // Посестри, № 25, вересень 2022.
- Iya Kiva: Războiul este întotdeauna o înfrângere a culturii // Timpul Moldova (August 2022, in Romanian)
- Iya Kiva: «Quanti orrori nella matrioska russa» // La Stampa (September 2022, in Italian)
- Iya Kiva: Le parole esatte del disorientamento // il manifesto (October 2022, in Italian)
- Ίγια Κίβα: «Αντιλαμβάνομαι τον πόλεμο ως μεγάλη ήττα του πολιτισμού» (2022, in Greek)
- Ija Kiva: «zied ķirši» // Punctum (2022, in Latvian)
- Genres for War: Writers in Ukraine on Literature (Zarina Zabriski, The Paris Review)
- Украинската поетеса Ия Кива в Понеделник вечер (Иван Русланов)
- „war has its own voice“ Iya Kiva // Literatur outdoors – Worte sind Wege, 03.12.2023.
- Завдання письменника – мати абсолютний слух до музики часу, вслухатися в її голос, щоб максимально точно і щиро, потрапляючи в ноти, відтворити у словах // Slava Europi, 8.02.2024
- "Тільки любов і варта боротьби": Ія Ківа про дім в Донецьку, його втрату та поезію, що нагадує серце нашої країни // Суспільне Культура, 08.04.2024; Only Love Is Worth Fighting For”: Iya Kiva on Her Home in Donetsk, Its Loss, and Poetry That Reflects the Heart of Our Country  (Translated by Kate Tsurkan)
- Ія Ківа: «З відчуття, що поруч немає умовних «своїх», колись постала сама інтенція письма» //Craft magazine, 30.11.2024; Iya Kiva: "My writing stemmed from this feeling of otherness" (English version)
- Ія Ківа: ,,Bірш — це лише видима частина діалогу, який автор постійно веде із собою та світом” // tie2.lt, 29.12.2024; Iya Kiva: ,,Eilėraštis – tai tik matoma dialogo dalis, kurį autorius nuolat veda su savimi ir pasauliu” (Lithuanian version)
- Interviu cu poeta ucraineană Iya Kiva, realizat de Elvira Moroșan // Revista Timpul din România, ediția din Republica Moldova, 20.11.2024
- https://moldova.revistatimpul.ro/interviu-cu-poeta-ucraineana-iya-kiva-realizat-de-elvira-morosan-2/ // Revista Timpul din România, ediția din Republica Moldova, 05.01.2025
- «Поезія під час війни повертає нам чутливість до життя», — розмова з поеткою Ією Ківою» // ДивисьInfo, 21.06.2025

## Відео
- Ія Кива «Крокодил Дніпрогес» — читає Олександр Кокарєв (25.10.2018), Суспільне: Запоріжжя
- Ія Ківа. Маруся (UKRLIFE.TV, 05.11.2019)
- «Бий в барабани біди» — читає Ія Ківа (UKRLIFE.TV, 05.11.2019)
- is there hot war in the tap, Julia Kolchinsky Dasbach reads Iya Kiva // National Poetry Month, 2022
- HAPF presents: Iya Kiva (Ukraina) // Helsinki Art & Plow Festival, 2021
- Iya Kiva reads -Refugees.-Railway-station
- A Humanitarian Aid Kit of War Songs: Iya Kiva & Halyna Kruk (May 20, 2022)
- Poetry reading: Iya Kiva (Tbilisi International Festival of Literature)
- International Writing Program | Future Perfect | IWP 2023 (Iya Kiva, Senka Marić, Tzveta Sofronieva)
- 2 years of war, 2 female writers read their poems: Paula Erizanu, Moldova & Iya Kiva, Ukraine
- A Humanitarian Aid Kit of War Songs: A Bilingual Reading with Ukrainian Poet Iya Kiva //Ukrainian Studies Program at the Harriman Institute, Novemver 2023, reading with Amelia Glaser)
- For the Record: Iya Kiva (conversation with Askold Melnyczuk; November 2022)